# Trayce Jackson-Davis
Trayce Jackson-Davis (Greenwood, Indiana; 22 de febrero de 2000) es un baloncestista estadounidense que pertenece a la plantilla de los Golden State Warriors de la NBA. Con 2,06 metros de estatura, juega en la posición de ala-pívot. Es el hijo del exjugador profesional Dale Davis.

## Trayectoria deportiva

### Universidad
Tras participar en su época de secundaria en los prestigiosos McDonald's All-American y Jordan Brand Classic, jugó cuatro temporadas con los Hoosiers de la Universidad de Indiana, en las que promedió 17,9 puntos, 9,1 rebotes, 2,2 asistencias y 2,1 tapones por partido. Como estudiante de segundo año durante la temporada 2020-21, promedió 19,1 puntos y 9,0 rebotes por partido, lo que le llevó a obtener varios premios al final de la temporada. Fue nombrado tercer equipo All-American por Sporting News, NABC y USBWA; una mención de honor All-American (AP); ,mejor quinteto de la Big Ten Conference (primer equipo para los medios y AP; segundo equipo para los entrenadores); y finalista del Premio John R. Wooden.
En su última temporada fue incluido en el primer equipo All-American consensuado, ganó el Premio Karl Malone al mejor ala-pívot del país y apareció en el mejor quinteto de la conferencia y también en el mejor quinteto defensivo.

#### Estadísticas
| Año     | Equipo  | PJ  | PT  | MPP  | %TC  | %3P  | %TL  | RPP  | APP | ROB | TPP | PPP  |
| ------- | ------- | --- | --- | ---- | ---- | ---- | ---- | ---- | --- | --- | --- | ---- |
| 2019–20 | Indiana | 32  | 32  | 29.3 | .566 | –    | .685 | 8.4  | 1.2 | 0.7 | 1.8 | 13.5 |
| 2020–21 | Indiana | 27  | 27  | 34.3 | .517 | –    | .655 | 9.0  | 1.4 | 0.7 | 1.4 | 19.1 |
| 2021–22 | Indiana | 35  | 35  | 32.3 | .589 | .000 | .674 | 8.1  | 1.9 | 0.6 | 2.3 | 18.3 |
| 2022–23 | Indiana | 32  | 32  | 34.5 | .581 | –    | .695 | 10.8 | 4.0 | 0.8 | 2.9 | 20.9 |
| Total   | Total   | 126 | 126 | 32.5 | .565 | .000 | .676 | 9.1  | 2.2 | 0.7 | 2.1 | 17.9 |

### Profesional
Fue elegido en la quincuagásimo séptima posición del Draft de la NBA de 2023 por los Washington Wizards, pero fue traspasado a los Golden State Warriors.

## Estadísticas de su carrera en la NBA

### Temporada regular
| Año     | Equipo       | PJ  | PT | MPP  | %TC  | %3P  | %TL  | RPP | APP | ROB | TPP | PPP |
| ------- | ------------ | --- | -- | ---- | ---- | ---- | ---- | --- | --- | --- | --- | --- |
| 2023-24 | Golden State | 68  | 16 | 16.6 | .702 | .000 | .561 | 5.0 | 1.2 | .4  | 1.1 | 7.9 |
| 2024-25 | Golden State | 62  | 37 | 15.6 | .576 | .000 | .578 | 5.0 | 1.7 | .4  | .6  | 6.6 |
| Total   | Total        | 130 | 53 | 16.1 | .642 | .000 | .568 | 5.0 | 1.4 | .4  | .9  | 7.3 |

### Playoffs
| Año   | Equipo       | PJ | PT | MPP | %TC  | %3P | %TL  | RPP | APP | ROB | TPP | PPP |
| ----- | ------------ | -- | -- | --- | ---- | --- | ---- | --- | --- | --- | --- | --- |
| 2025  | Golden State | 9  | 3  | 8.9 | .889 | —   | .385 | 2.3 | .2  | .3  | .2  | 4.1 |
| Total | Total        | 9  | 3  | 8.9 | .889 | —   | .385 | 2.3 | .2  | .3  | .2  | 4.1 |

## Vida personal
Es el hijo biológico del exjugador profesional Dale Davis. Sin embargo, fue criado por su madre y su padrastro, Raymond Jackson. Originalmente, Trayce solo tenía el apellido de Davis; sin embargo, al ingresar a su primer año de secundaria, decidió separar su apellido con guion y agregar Jackson.